# Ernest Farrar
Ernest Bristow Farrar (Lewisham, 7 juli 1885 – Épehy, 18 september 1918) was een Brits componist, pianist en organist. Zijn werk omvat composities voor orkest, zang en orgel. Hij diende tijdens de Eerste Wereldoorlog en overleed aan het front, twee maanden voor Wapenstilstandsdag.

## Biografie
Farrar werd geboren in Londense wijk Lewisham en verhuisde in 1887 naar Micklefield (Yorkshire), waar zijn vader als geestelijke werkzaam was. Hij ging naar de Leeds Grammar School en begon daar zijn studie orgel. In mei 1905 ontving hij een beurs voor het Royal College of Music, waar hij compositie studeerde bij Charles Villiers Stanford en orgel bij Walter Parratt.
Na zijn studie werkte Farrar als organist bij diverse kerken, waaronder de Allerheiligenkirche in Dresden, St. Hilda's Church in South Shields en Christ Church in Harrogate. In Harrogate gaf hij compositieles aan Gerald Finzi, die later ook componist zou worden. In 1913 trouwde hij met Olive Mason.

### Eerste Wereldoorlog
In 1915 trad Farrar toe tot de Grenadier Guards en in 1918 werd hij bevorderd tot tweede luitenant bij het 3e Bataljon van het Devonshire Regiment. Hij arriveerde aan het front in september 1918 en werd twee dagen later gedood tijdens de Slag bij Épehy, op 33-jarige leeftijd. Hij is begraven op het Ronssoy Communal Cemetery in Frankrijk.

## Composities
Ondanks zijn relatief korte leven, componeerde Farrar diverse orkestwerken, liederen en stukken voor orgel. Enkele bekende werken zijn:
- English Pastoral Impressions
- Three Spiritual Studies
- Vagabond Songs
- The Blessed Damozel
- Celtic Suite

## Nalatenschap
Een deel van zijn werk werd postuum gepubliceerd in de Carnegie Collection of British Music. Zijn werken worden sporadisch uitgevoerd en zijn opgenomen door onder meer het Londense Philharmonia Orchestra. 
Frank Bridge droeg zijn pianosonate op aan Farrars nagedachtenis.
- Gemeinsame Normdatei: 134800524
- International Standard Name Identifier: 0000 0000 5549 8628
- Library of Congress Control Number: n82243157
- Nationale Bibliotheek van Letland: 000064760
- MusicBrainz: 1262035d-b9d4-41ed-b85c-1a18b5764943
- Nationale Bibliotheek van Israël: 987007399318605171
- Nederlandse Thesaurus van Auteursnamen: 315367393
- SNAC: w6x78rvz
- Virtual International Authority File: 8747804
- WorldCat: E39PBJbGTCcrpPGXYcKy3KMByd